# Какчикель
Какчикель — мова народу какчикель, одна з мезоамериканських мов та відноситься до мов групи кіче-мам, сім'ї мая-соке. нею говорять у центрі Гватемали. Найспорідненішими до цієї мови є мови кіче та цутухільська мова.
Какчикель вивчають у загальноосвітніх школах за гватемальською інтеркультурною білінгвістичною освітньою програмою.

## Історія

### Перед завоюванням
Мовою какчикель говорили у центральній Гватемалі. Час існування цивілізації мая охоплює докласичний період (від 2000 літ до н. е. до 300 року н. е.). Їх поселення поширились на захід у гірських місцевостях. Представники народу какчикель заснували місто Ішимче, поблизу міста Текпан про, що свідчать археологічні докази.

### Сьогодення
На початок XXI сторіччя какчикель поступово відроджується. Окремі какчикельці використовують мову як спосіб зберегти свою культуру. 1986 року Академія мов мая Гватемали, розробила абетку для цих мов. Це стало початком нового етапу в розвитку мови.

## Зовнішня класифікація
Какчикель належить до маянських мов. Ця мовна сім'я сформувалась внаслідок розпаду протомаянських мов. Сім'я поділяється на чотири групи; західну, східну, юкатецьку і уастецьку. Какчикель належить до мов кіче. Мови кіче утворюють чотири мови серед котрих какчикель, кіче, цутухільська й ачі. Серед цих мов найближчою до Какчикель є цутухільська.